# Дельта річки Янцзи
Дельти річки Янцзи, Дельта Янцзи або ДЯР, яка також називається Дельта річки Чанг, озера Тай області або Золотий трикутник Янцзи, як правило, складається з трикутної форми територій півдня Цзянсу і півночі провінції Чжецзян Китаю. Область розташована в самому серці регіону який традиційно називають Цзяннань (буквально «на південь від Янцзи»). Янцзи впадає в Східнокитайське море. Зростання міських агломерацій приводить до того, що формується найбільша концентрація межуючих мегаполісів у світі. ДЯР займає площу 99600 км², на якій мешкає більше 105 мільйонів чоловік, з яких близько 80 млн проживає у містах. Один з головних центрів економічного зростання Китаю на рівні із дельтою Перлинної річки.

## Рання історія
З четвертого століття, коли національна столиця була перенесена в Цзянькан (сьогодні Нанкін) на початку династій Цзінь (AD 317—420), у дельті річки Янцзи був великий культурний, економічний і політичний центр Китаю. Ханчжоу служив столицею Китаю під час династії Сун (AD 1127—1279), а Нанкін був першою столицею династії Мін (AD 1368—1644) до правління імператора Юнлі, який переніс столицю в Пекін у 1421 році.
Серед інших ключових міст регіону, що в відігравали важливу роль в історії Китаю можна виділити Сучжоу та Шаосин. Стародавні Сучжоу був столицею У царства (12 століття до н. е.-473 до н. е.), а стародавній Шаосин був столицею Юе царства (20 до н. е.? -222 до н. е.). Стародавні Нанкін вперше служив столицею в Період Саньго як столиця У царства (AD 229—280). У ці періоди було кілька царств або супутніх імперії в Китаї, і кожен з них мав свою власну столицю.

## Населення

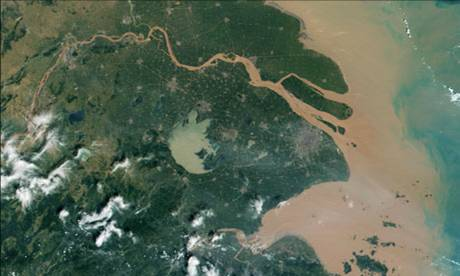
Економічна зона «Дельти»

Дельта є одним з найгустонаселеніших регіонів на землі, і включає в себе одине з найбільших міст світу, на її берегах — Шанхай, з щільністю 2700 чол/км². За даними всесвітньогго фонду природи у зв'язку з великою чисельністю населення дельти, промислові підприємства у дельті річки Янцзи та інші великі міста, що розташовані вище по тещії, є головною причиною забруднення морського середовища в Тихому океані.
Більшість людей в цьому регіоні розмовляють мовою У (іноді називають Шанхайським діалектом, хоча Шанхайський діалект насправді є одним з діалектів всередині групи У), що є їх рідною мовою, а також володіють офіційною мовою мандарин. У мова належить до взаємонезрозумілих мов Китаю, у тому числі і зі офіційною мандарин.
Площа дельти річки Янцзи включає в себе більше двадцяти розвинених міст в трьох провінціях КНР. Цей термін зазвичай використовується для позначення всього регіону, що тягнеться, як на північ до Ляньюньган, Цзянсу так і на південь до Веньчжоу, провінції Чжецзян. Регіон включає в себе деякі з найбільш швидкозростаючих економік у Китаї в останні роки, а з 2004 року займає більше 21 % від загального ВВП Китаю.

## Становлення Дельти Річки Янцзи великою метрополією
З 9-го століття, дельта Янцзи була найгустонаселенішим регіоном в Китаї, східній Азії, і один з найгустонаселеніших регіонів світу. У середині і наприкінці періоду династії Тан (618—907 рр.), регіон перетворився на економічний центр, а в дельта річки Янцзи стала найважливішим сільськогосподарським, промисловим та економічним центром наприкінці династії Тан в Китай.
Під час правління династії Сун, особливо в Південній період династії Сун (1127—1279) зі столицею в Лін'ан (сьогодні Ханчжоу), Ханчжоу став найбільшим містом у східній Азії (за деякими припущеннями й у світі) з населенням більше 1,5 млн осіб, а галузева структура економіки дельти Янцзи більш розширилась. Нінбо став одним з двох найбільших портів у Східній Азії, поряд з Цюаньчжоу (в провінції Фуцзянь)
У середині-кінці династії Мін (період 1368—1644 рр.) у дельті з'явився перший бутон капіталізму в Східної Азії. Капіталістичні відносини хоча й зародились і почали становитись в дельті проте були порушені під час маньчжурського вторгнення і строго та ретельно контролювалися конфуціанським Центральним урядом в Пекіні. Регіон дельти річки Янцзи продовжував свій повільний розвиток протягом усього періоду правління династії Цін (1644—1911 рр.). Під час династій Мін і Цін, дельта стала великим економічним центром країни, а також відігравала найважливішу роль в сільському господарстві і кустарній промисловості.
Під час правління імператора Цяньлун (1735—1796 рр.), Шанхай почав швидко розвивається і став найбільшим портом на Далекому Сході. З кінця 19 століття до початку 20 століття, Шанхай був найбільшим торговим центром на Далекому Сході. Дельта річки Янцзи стала найбільш промислово розвиненим регіоном в Китаї.

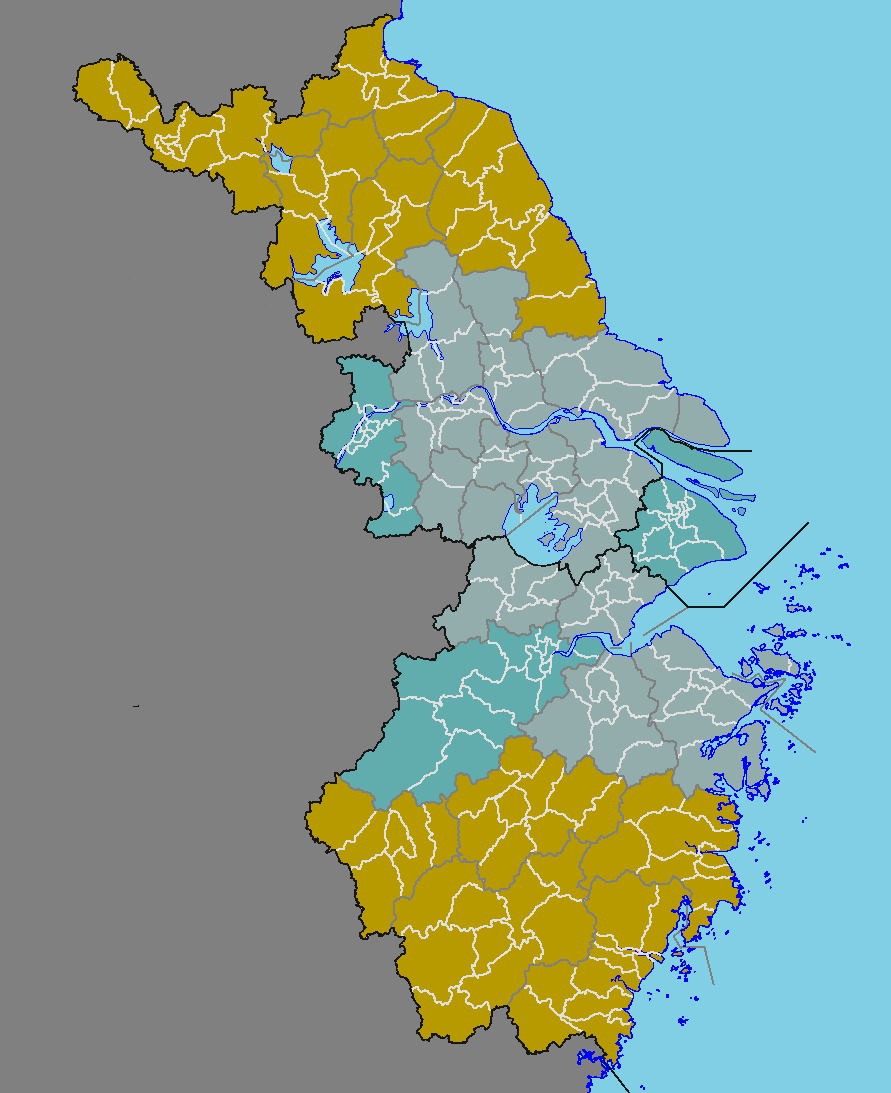
Розташування найбільших міст дельти річки Янцзи

Після того, як у 1978 році почались китайські економічні реформи, Шанхай знову став найважливішим економічним центром материкового Китаю, і одним з найбільший фінансових та торгових центрів Азії. У XXI столітті дельта річки Янцзи столичний регіон з центром у Шанхаї, а також в оточенні головних столичних областей Ханчжоу, Сучжоу, Нінбо та Нанкін, де проживає майже 105 млн осіб (з яких близько 80 млн міських жителів). Дельта є одним з центрів китайського економічного розвитку, і перевершує інші концентрації великих міст (в тому числі дельти Перлинної річки) в КНР з точки зору економічного зростання, продуктивності праці та доходів на душу населення.

### Міста
- Шанхай
- Цзясін
- Хучжоу
- Ханчжоу
- Шаосін
- Нінбо
- Чжоушань
- Сучжоу
- Усі
- Чанчжоу
- Чженьцзян
- Нанкін
- Наньтун
- Цзіньхуа
- Тайчжоу (Чжецзян)
- Цюйчжоу
- Янчжоу
- Тайчжоу (Цзянсу)
- Яньчен
- Хуай'ань
- Мааньшань
- Хефей

Дельти річки Янцзи (у вузькому сенсі або в географічному сенсі), показана на карті зправа зеленим кольором, включає в себе Шанхаї і частини Цзянсу та Чжецзян. В даний час, через зростаючий розвиток економічних та соціальних зв'язків між містами, деякі міста за межами зеленої зони на карті вважаються частиною Великої Дельти Річки Янцзи.
1982 року китайський уряд створив Шанхайську економічну зону. Крім Шанхаю у неї ввійшли 4 міста у провінції Цзянсу (Сучжоу, Усі, Чанчжоу, Наньтун) і 5 міст у провінції Чжецзян (Ханчжоу, Цзясін, Шаосін, Хучжоу, Нінбо). 1992 року на засіданні 14 міст була утворена Асоціація співробітництва міст дельти річки Янцзи. Окрім десяти міст що входили до Шанхайської економічної зони, приєднались ще чотири міста Нанкін, Чженьцзян та Янчжоу у провінції Цзянсу та Чжоушань у провінції Чжецзян. 1997 року на черговому спільному засіданні було утворено Асоціацію економічної координації в дельті річки Янцзи, до якого увійшов новий член Тайчжоу (Цзянсу). 2003 року Тайчжоу (Чжецзян) також приєднався до асоціації. 2010 року, після шестирічного спостереження і аналізу, асоціацією було прийнято 6 нових членів: Яньчен та Хуайань у провінції Цзянсу, Цзіньхуа та Цюйчжоу у провінції Чжецзян та Мааньшань та Хефей в Аньхой. 2012 року до Асоціації співробітництва міст дельти річки Янцзи входять двадцять два міста.
| Місто (провінція)         | Кит.           | Піньїнь   | Мовою У   | Нас. округу(2010) | Без сільських поселень(2010) | ВВП(2011)(млрд юанів) | Фотографія                     | Інформація |
| ------------------------- | -------------- | --------- | --------- | ----------------- | ---------------------------- | --------------------- | ------------------------------ | --- |
| Шанхай                    | 上海           | Shànghǎi  | Zaonhe    | 23 019 148        | 12 286 274                   | 1,919,57              |                                | Шанхай є найбільшим містом в Китаї за чисельністю населення і одним з найбільших мегаполісів у світі, з населенням більш ніж 20 мільйонів осіб. Розташований на східному узбережжі Китаю в гирлі річки Янцзи. Мчсто Шанхай віднесено до окремої адміністративної одиниці, яка прирівнюється до провінції Китайської Народної Республіки.                                                                                               |
| Нанкін (Цзянсу)           | 南京           | Nánjīng   | Noecin    | 8 004 680         | 5 105 946                    | 614,55                |                                | Нанкін є столицею провінції Цзянсу в Китаї і другим за населенням місто в регіоні. Нанкін гвідіграє важливу роль у історії та культурі Китаю. Протягом декількох історичних періодів місто було столицею Китаю. Він також є одним з п'ятнадцяти міст яким надали статус суб-провінційних міст КНР в адміністративній структурі Китаю, отримавши юрисдикційні та економічні автономії на рівні лише трохи менше, ніж у провінції.       |
| Ханчжоу (Чжецзян)         | 杭州           | Hángzhōu  | Ghaontseu | 8 700 400         | 3 075 112                    | 701,18                | Файл:Hangzhou Wulin Square.jpg | Ханчжоу є столицею і найбільшим містом провінції Чжецзян. Ханчжоу є суб-провінційним містом. Він розташований у затоці Ханчжоу за 180 км на північний захід від Шанхаю, що дає йому економічної переваги. Понад 1000 років Ханчжоу був одним з найвідоміших і процвітаючих міст Китаю, частково через красу його природних пейзажів.                                                                                                   |
| Сучжоу (Цзянсу)           | 苏州/ 蘇州     | Sūzhōu    | Soutseu   | 10 465 994        | 2 424 759                    | 1,071,70              |                                | Місто розташоване в нижній течії річки Янцзи на березі озера Тайху в провінції Цзянсу. Сучжоу славиться своїми красивими кам'яними мостами, пагодами і ретельно розробленими садами, які внесли свій вклад в його статус великого туристичного центру. Його часто називають «Венецією Сходу» або «Венецією Китаю». |
| Нінбо (Чжецзян)           | 宁波/ 寧波     | Níngbō    | Nyinpou   | 7 605 700         | 3 491 000                    | 601,05                |                                | Місто має статус суб-провінційного. Нінбо з населенням 3 491 000 розташований у північно-східній провінції Чжецзян. Лежить на південь від затоки Ханчжоу, перед Східно-Китайським морем на сході, межує з Шаосіном на заході і Тайчжоу на півдні, та відділений від Чжоушань вузькою водоймою. Спільний морський порт з Чжоушань є одним з найбільших вантажних портів у світі.                                                        |
| Усі (Цзянсу)              | 无锡/ 無錫     | Wúxī      | Vusih     | 6 372 624         | 2 252 571                    | 688,02                |                                | Місто в провінції Цзянсу відоме багатовіковою історією. Розділене на дві половини, на березі озера Тайху, Усі межує на заході з Чанчжоу а на сході з Сучжоу. Усі є префектурою на рівні міста. Завдяки недавньому швидкому розвитку, його почали називати «маленький Шанхай». |
| Наньтун (Цзянсу)          | 南通           | Nántōng   | Noethon   | 7 282 835         | 1 361 003                    | 408,02                |                                | Місто в провінції Цзянсу. Розташований на північному березі річки Янцзи біля гирла річки. Наньтун є важливим річковим портом. З ним межують Яньчен на півночі, Тайчжоу на заході та з Сучжоу на півдні через річку. На сході омивається Східно-Китайським морем. |
| Шаосін (Чжецзян)          | 绍兴/ 紹興     | Shàoxīng  | Zaushin   | 4 912 200         | 481 720                      | 329,12                |                                | Місто в північно-східній частині провінції Чжецзян. Лежачи на південному березі гирла річки Цяньтан, Шаосін межує з Нінбо на сході, Тайчжоу на південному сході, Цзіньхуа на південному заході і Ханчжоу на заході. Шаосін має багато тисячолітню історію. Його характерна культура, що накопичувалась та передавалась протягом тисячоліть, відома як «Ю культура».                                                                    |
| Чанчжоу (Цзянсу)          | 常州           | Chángzhōu | Zantseu   | 4 591 972         | 1 219 557                    | 358,04                |                                | Місто в південній частині провінції Цзянсу. Розташований на південному березі річки Янцзи, Чанчжоу межує з столицею провінції Нанкін на заході, із Чженьцзян на північному заході та з Усі на сході. |
| Цзіньхуа (Чжецзян)        | 金华/ 金華     | Jīnhuá    | Cinho     | 4 614 100         | 321 632                      | 244,77                |                                | Місто в центральній частині провінції Чжецзян. Цзіньхуа межує із столицею провінції Ханчжоу на північному заході, Цюйчжоу на південному заході, Лішуй на півдні, Тайчжоу на сході, і Шаосиін на північний схід. |
| Цзясін (Чжецзян)          | 嘉兴/ 嘉興     | Jiāxīng   | Ciashin   | 4 501 700         | 428 609                      | 266,81                |                                | Місто в північній частині провінції Чжецзян. Розташований біля Великого китайського каналу. Цзясін межує з Ханчжоу на південному заході, із Хучжоу на заході, із Шанхаєм на північному сході, і з провінцією Цзянсу на півночі. Цзясін відомий як «будинок з шовку», адже він є центром виробництва текстилю, а також вовняних тканин.                                                                                                 |
| Тайчжоу (Чжецзян)         | 台州           | Tāizhōu   | Thetseu   | 5 968 800         | 310 464                      | 279,49                |                                | Одне з нових міст, що розташоване уздовж східного узбережжя провінції Чжецзян, з видом на Східно-Китайське море і Тихий океан на сході. Тайчжоу розташований за 300 кілометрів від головного міста дельти — Шанхаю, і за 230 кілометрів від міста Ханчжоу, столиці провінції Чжецзян. |
| Янчжоу (Цзянсу)           | 扬州/ 揚州     | Yángzhōu  | Ghiantseu | 4 459 760         | 1 705 209                    | 263,03                |                                | Місто в центральній частині провінції Цзянсу. Будучи розташованим на північному березі річки Янцзи, Янчжоу межує з столицею провінції Нанкін на південно-заході, з Хуайань на півночі, з Яньчен на північному сході, з Тайчжоу на сході, і з містом Чженьцзян на півдні, через річку Янцзи. Історично він є одним з найбагатших міст Китаю, відомий в різні періоди історії своїми численними купцями, поетами, художниками і вченими. |
| Яньчен (Цзянсу)           | 盐城           | Yánchéng  | Ghiezen   | 7 260 240         | 892 874                      | 277,13                |                                | Місто в північно-східній провінції Цзянсу. Наявність великих юрисдикції області в провінції Цзянсу. Розташований на півночі делти. Межує з Хуайань на заході, Янчжоу і Тайчжоу на південному заході, Наньтун на півдні і з Жовтим морем на сході. |
| Тайчжоу (Цзянсу) (Цзянсу) | 泰州           | Tàizhōu   | Thatseu   | 4 618 558         | 551 730                      | 242,26                |                                | Місто в центральній провінції Цзянсу. Розташований на північному березі річки Янцзи. Тайчжоу (Цзянсу) межує з Яньчен на півночі і Янчжоу на заході. |
| Чженьцзян (Цзянсу)        | 镇江/ 鎮江     | Zhènjiāng | Tsenkaon  | 3 113 384         | 671 808                      | 231,04                | Файл:Zhenjiang Dantu.jpg       | Місто в південно-західній частині провінції Цзянсу. Будучи розташованим на південному березі річки Янцзи, Чженьцзян межує sp столицею провінції Нанкін на заході, Чанчжоу на сході, і Янчжоу через річку Янцзи на північ. Сьогодні Чженьцзян є важливим транспортним вузлом завдяки своєму розташуванню недалеко від перетину річки Янцзи і Гранд-каналу.                                                                              |
| Хучжоу (Чжецзян)          | 湖州           | Húzhōu    | Ghoutseu  | 2 893 500         | 443 102                      | 151,88                |                                | Місто в північній частині провінції Чжецзян. Розташований на південь від озера Тай. Хучжоу межує із містом Цзясін на сході, із містом Ханчжоу на півдні, і в провінціях Аньхой і Цзянсу на заході і півночі відповідно. Хучжоу відомий як місто шовку. |
| Хуайань (Цзянсу)          | 淮安           | Huái'ān   | Ghuaoe    | 4 799 889         | 1 133 946                    | 169,00                |                                | Місто на півночі провінції Цзянсу. Хуайань межує з містом Суцянь на північному заході, із містом Ляньюньган на півночі, з містом Яньчен на сході, з містом Янчжоу на південному сході, і з провінцією Аньхой на південному заході. Місто розташоване на річці Хуайхе. |
| Чжоушань (Чжецзян)        | 舟山           | Zhōushān  | Tseuse    | 1 121 300         | 281 423                      | 76,53                 |                                | Раніше назву міста транслітерувати як Чусан. Місто в північно-східній частині провінції Чжецзян. Територія міста, що складається виключно з островів Чжоушань, лежить через гирло затоки Ханчжоу і відділена від материка вузькою протокою. 30 червня 2011 китайський центральний уряд затвердив статус Чжоушань як нову провінцію державного рівня. Спільний морський порт з Нінбо є одним з найбільших вантажних портів у світі.     |
| Цюйчжоу (Чжецзян)         | 衢州           | Qúzhōu    | Jiutseu   | 2 456 100         | 275 973                      | 89,03                 | Файл:衢州廿八都.jpg            | Місто в південно-західній частині провінції Чжецзян. Будучи розташованим у верхній течії річки Цяньтан, місто межує з містом Ханчжоу на півночі, з містом Цзіньхуа на сході, з містом Lishui на південному сході, і в провінції Фуцзянь з містами Цзянсі і Аньхой, на південному заході і північному заході відповідно. |
| Мааньшань (Аньхой)        | 马鞍山/ 馬鞍山 | Mǎ'ānshān | Mooese    | 1 366 302         | 532 410                      | 114,42                |                                | Місто в східній частині провінції Аньхой. Промислове місто, що тягнеться через річку Янцзи. Мааньшань межує із містом Хефей на заході, з містом Юшку на південному заході, і з містом Нанкін на сході. Він є одним з основних передмість міста Нанкін. |
| Хефей (Аньхой)            | 合肥           | Héféi     | Ghehvi    | 7 457 466         | 1 783 612                    | 363,66                |                                | Хефей є столицею і найбільшим містом провінції Аньхой. Місто Хефей є політичним, економічним і культурним центром провінції Аньхой. Розташований в центральній частині провінції, він межує з містом Хуайнань на півночі, з містом Чужоу на північному сході, Чаоху на південному сході і Луань на заході. |

Нотатка:
1. 1 2 3 4 5 6 7 8  Діалекти в цих районах, як правило, не мовою У.
2. ↑  в тому числі міста Чаоху і округу Луянг

## Транспорт
У регіоні розвинені як автотранспортні магістралі так і залізничне сполучення. У містах дельти річки Янцзи один з найвищих по Китаю показник кількості приватних машин на тисячу осіб, та одні з найбільших транспортних потоків. Лідерами по цих показниках є міста Цзянсу, Шанхай, Чжецзян.

### Головні мости
- Міст Дунхай
- Міст через затоку Ханчжоувань
- Міст Рунянг
- міст Янцзи
- Міст Нанкін Янцзи
- Міст Лупу
- Міст Сутонг

### Порти
Регіон обслуговують одні з найбільших морських і річкових портів країни:
- Порт Шанхай, обслуговував морські та річкові перевезення, найбільший вантажний порт у світі у 2005 році;
- Порт Нінбо — Чжоушань, морські і річкові перевезення, 4-й найбільший вантажний порт у світі в 2005 році;
- Порт Ляньюньган, морський порт (Знаходиться не в дельті річки Янцзи, а в північній частині узбережжя провінції Цзянсу);
- Порт Сучжоу, річки і озера;
- Порт Веньчжоу, морський і річковий (Знаходиться не в дельті річки Янцзи, а в південній частині узбережжя провінції Чжецзян).

### Аеропорти
Регіон має вісім великих аеропортів. Їхнє покриття території дельти, як правило, приблизно в годині їзди від будь-якої точки регіону. Найбільші аеропорти:
- Шанхай-Пудун базовий аеропорт для авіакомпаній China Eastern Airlines та Shanghai Airlines, розташований в Пудун, Шанхай;
- Шанхайський міжнародний аеропорт, розташований недалеко до центру міста Шанхай, обслуговує внутрішні рейси і деякі міжнародні маршрути в інших східно-азійських містах;
- Ханчжоу Сяошань (аеропорт), розташований в Ханчжоу, провінції Чжецзян;
- Нанкін Lukou (аеропорт), розташований в Нанкін, провінція Цзянсу;
- Нінбо Ліше (аеропорт), розташований в Нінбо, провінції Чжецзян;
- Усі Шаофанг (аеропорт), розташований в Усі, провінція Цзянсу;
- Чанчжоу Бенніу (аеропорт), розташований в Чанчжоу, провінція Цзянсу;
- Наньтун (аеропорт), розташований в Наньтун, провінція Цзянсу.

### Метро
- Шанхайський метрополітен
- Нанкінський метрополітен
- Сучжоуський метрополітен
- Ханчжоуський метрополітен (проектується)
- Нінбоські залізничні перевезення (проектується)
- Усінський метрополітен (проектується)

## Рибальство і сільське господарство
У Дельті річки Янцзи знаходяться найродючіші ґрунти в усьому Китаї. Рис є домінуючою культурою дельти. У Цін Пу знаходяться 50 ставків, що містить п'ять різних видів риби, які дають до 29 000 тонн риби в рік. Одне з найбільших побоювань рибоводів в цьому регіоні те, що токсична вода буде просочуватися в їх штучні лагуни, що загрожує існуванню риб.

## Клімат
У Дельті річки Янцзи морський (океанський) мусонний субтропічний клімат, зі спекотним і вологим літом, прохолодною і сухою зимою та теплою весною і осінню. Зимова температура може знижуватися до -10 °C, однак і весною бувають великі коливання температури.